# Office of Strategic Influence
Pour l’article homonyme, voir OSI (groupe).
L'Office of Strategic Influence (bureau de l'influence stratégique), ou OSI, était une agence créée par le département de la Défense des États-Unis le 30 octobre 2001, pour soutenir la guerre contre le terrorisme par des opérations psychologiques (PSYOP) dans les pays concernés. La fermeture de ce bureau est annoncée le 26 février 2002, mais le secrétaire à la Défense Donald Rumsfeld assure que l'agence existe toujours, seul son nom ayant été abandonné.

## Historique
Selon le site History Commons, dès mai 2001, un groupe de professionnels des relations publiques réunis autour de Donald Rumsfeld (Rumsfeld's group) se consultent pour préparer une éventuelle offensive de l'armée américaine sur l'Afghanistan.
L'OSI est créé en novembre 2001. Il aurait été un centre de production de matériel de propagande, dans le but officiel de désinformer les forces ennemies et les populations civiles étrangères. Il est créé à la suite des attentats du 11 septembre 2001 et pour regagner l'opinion publique internationale, particulièrement dans les pays du Moyen-Orient. Son budget n'a pas été communiqué. L'OSI est dirigé par Simon Pete Worden de l'US Air Force.
Lorsque des informations sur ce bureau se répandent dans les médias — d'abord par The New York Times le 19 février 2002 qui précise que l'OSI fournirait des actualités possiblement fausses aux médias internationaux — les buts et les moyens de ce bureau sont remis en question. En influençant les médias étrangers, cela légitimerait la reprise par la presse américaine de gros titres étrangers, et donc des messages de propagande diffusés par les services américains. 
Selon The New York Times, l'OSI gère des campagnes de relations publiques pour mieux communiquer sur les actions du Pentagone, mais s'adonne aussi au emailing de journalistes et leaders d'opinion pour diffuser des informations sur les gouvernements hostiles aux États-Unis.
Rumsfeld déclare d'abord que de telles manipulations étaient contraires aux pratiques du ministère de la défense. Rumsfeld déclare ensuite qu'il n'avait pas été mis au courant des objectifs de l'agence, ce que Thomas Timmes, l'assistant de Simon Pete Worden, dément dans The New York Times le 25 février 2002. Le 26 février 2002, Rumsfeld annonce la fermeture du bureau en blâmant un déballage médiatique qui ne permet plus à l'agence de fonctionner normalement. Il déclare que l'OSI a déjà été mis à profit en ciblant l'Afghanistan et que le département de la défense ne va pas abandonner ces opérations,. « Il y a beaucoup de choses que nous devons faire, et que nous allons faire. Nous les ferons juste avec une autre agence. »
Certains prétendent qu'à cause du secret et des buts de cette agence, son existence même serait difficile à prouver ou infirmer. Le 18 novembre 2002, Donald Rumsfeld a déclaré dans une interview que seul le nom du bureau avait disparu, qu'il existait toujours et qu'il continuait à poursuivre ses buts initiaux. Aucun média américain n'a repris cette déclaration archivée sur le site du ministère de la défense des États-Unis. Dans un article du Los Angeles Times daté du 24 novembre 2002, le journaliste William Arkin dévoile l'intention de Rumsfeld de focaliser l'armée américaine autour de la guerre de l'information.
Une grande partie des responsabilités de l'OSI auraient été transmises à l'Information Operations Task Force.